# Onthophagus aeneopiceus
Onthophagus aeneopiceus là một loài bọ cánh cứng trong họ Bọ hung (Scarabaeidae).